# Let Yourself Be Huge
Let Yourself Be Huge è il quarto album del musicista statunitense Cloudkicker, pseudonimo dietro il quale si cela Benjamin Sharp.

## Il disco
L'album è stato registrato tra ottobre 2010 e agosto 2011. È disponibile su supporto CD, su vinile o come Digital Album. 

Restando fedele alla sua etica DIY, Sharp ha registrato, mixato e pubblicato questo disco in totale autonomia, suonando anche tutti gli strumenti.
La produzione del lavoro è stata finanziata dagli introiti del secondo album di Cloudkicker, Beacons, pubblicato nel 2010.

Let Yourself Be Huge, così come Loop, pubblicato nello stesso anno, segna una svolta nello stile di Sharp, che si discosta dalle sonorità Post-metal dei lavori precedenti abbracciando un suono più dolce e melodico. Il disco si compone di 8 tracce. Di esse, 4 hanno la funzione di brevi intermezzi acustici intervallati tra le 4 composizioni più lunghe, le quali costituiscono il vero centro dell'opera. Nella title track è presente anche una piccola parte vocale, cantata dallo stesso Sharp.

## Tracce
Tutti i pezzi sono di Benjamin Sharp.
1. Welcome Back - 01:42
2. Explore, Be Curious - 05:31
3. The Word Water - 01:44
4. You and Yours - 04:48
5. One, Many - 01:01
6. It's Inside Me, and I'm Inside It - 05:07
7. This Isn't - 01:20
8. Let Yourself Be Huge - 04:21

## Formazione
- Benjamin Sharp - voce, chitarra, basso, batteria